# 刘不害 (刘安之子)
刘不害是西汉淮南王刘安的庶长子，汉高祖劉邦的曾孙，淮南王刘长之孫，淮南國太子刘迁異母兄。有子刘建，因劉建告發劉安、劉遷謀反，淮南國被漢武帝所滅。

## 簡介
刘安仅有刘不害和刘迁两个儿子，刘迁因是嫡子，被立为太子。而刘不害却很不得宠，淮南王刘安與其妻蓼荼不视之为子，刘迁也不视他为兄，刘安更没有按推恩令从淮南国中划出一块土地分封刘不害为列侯。
刘不害之子刘建因此也没了封侯的指望，怀恨在心，向朝廷告发叔父刘迁谋反，意在废掉刘迁，让自己的父亲刘不害成为淮南太子。刘迁闻讯，抓捕刘建并杖责之。
刘建知道刘迁谋害朝廷中尉，就在元朔六年（公元前123年）（一作元狩元年（公元前122年）十月）指使他的朋友、寿春人庄芷上书朝廷，称“刘建才能高，蓼荼與劉遷母子谋害刘建，又擅自抓捕无辜的刘不害，想把劉不害給杀了。如今刘建在，可召问淮南國不为人知之事。”廷尉和河南郡守奉诏审问刘建，刘建供出刘迁及其党羽。廷尉上报漢武帝。
刘安害怕，想作乱又犹豫未决，最终自杀，劉安、劉迁一族等参与谋反的人都被族滅。与刘安同谋反的列侯、二千石、遊俠等数千人都论罪伏诛。淮南国除，刘不害后事不详。